# Sprembergischer Kreis
Der Sprembergische Kreis (auch Spremberger Kreis) war ein Kreis in der sächsischen Niederlausitz, der sich im 14./15. Jahrhundert herausbildete und in dieser Form bis 1816 existierte. Hauptort des Kreises war die Stadt Spremberg. Das ehemalige Kreisgebiet ist heute verteilt auf die brandenburgischen Landkreise Spree-Neiße und Oberspreewald-Lausitz.

## Lage
Der Sprembergische Kreis lag im Süden der Niederlausitz. Er grenzte im Norden im Wesentlichen an den Calauischen Kreis und den brandenburgischen Cottbusischen Kreis, im Osten an den Gubenischen Kreis und im Süden an die Oberlausitz (Herrschaften Hoyerswerda und Muskau).

## Geschichte
In der Niederlausitz begann die Herausbildung der Kreise im 14. und 15. Jahrhundert. Sie orientierte sich an der alten Weichbildverfassung, d. h. den Gerichtsbezirken der zur Standschaft berechtigten Städte. Am 10. August 1336 wurde Markgraf Ludwig von Brandenburg von Erzbischof Otto von Magdeburg u. a. auch mit der Mark Lausitz belehnt. Nach den Begrenzungsangaben für die Mark Lausitz folgen die in der Mark Lausitz gelegenen Ortschaften, Festen und Landschaften, darunter auch das Haus und Weichbild zu Spremberg.
1360 verkauften Johann und Günther von Schwarzburg die Veste Spremberg, Burgk und Stadt, mit allen Dörfern, Leuten, Herrschaften, Landen, Güttern, Gerichten, … auch mit Rittern, Knechten, Mannen, Mannschaften, Lehen, Lehenschaften, verlehnten Güthern, Kirch-Lehen, Diener, aignen Leuthen, … an Kaiser Karl V. in seiner Eigenschaft als böhmischer König um 5.050 Groschen Prager Währung. Schon früh organisierte sich die Ritterschaft in den Kreisen. 1566 weigerte sich die Spremberger Ritterschaft, den Landvogt Bohuslaw Felix von Lobkowitz und Hassenstein als Herrn von Spremberg anzuerkennen.
Im Sekundogeniturfürstentum Sachsen-Merseburg, das 1657 in den Besitz der Niederlausitz kam, existierten fünf schon gut organisierte Kreise: der Gubenische Kreis (Gubenscher Kreis oder Gubener Kreis), der Luckauische Kreis (oder Luckauer Kreis), der Krumspreeische Kreis (oder Lübbener Kreis), der kleine Sprembergische Kreis (oder Spremberger Kreis) und der Calauische Kreis (oder Calauer Kreis). Im 17. Jahrhundert hatte sich in den Kreisen jeweils eine Kreisverwaltung herausgebildet, die seit 1634 einen Landesältesten und seit 1640 Landesdeputierte wählte. Das Amt des Landesältesten wurde zu Beginn des 17. Jahrhunderts noch vom Landesältesten des Calauischen Kreises mitbesorgt. Erst ab 1650 erhielt der Sprembergische Kreis einen eigenen Landesältesten.
Der Sprembergische Kreis war der kleinste der fünf Kreise der sächsischen Niederlausitz. Er bestand aus dem großen Amt Spremberg und den Gebieten der Ritterschaft.
Herzog Christian I. von Sachsen-Merseburg erwarb 1665 zunächst Burg und Stadt Spremberg und 1680 den Rest der Herrschaft. Herzog Heinrich, der jüngste Sohn von Christian I. von Sachsen-Merseburg, machte Spremberg 1731 zu seiner Residenz. 1738 erlosch die Linie Sachsen-Merseburg und die Herrschaft fiel an das Kurfürstentum Sachsen zurück. Die Herrschaft Spremberg wurde 1755 in das landesherrliche Amt Spremberg umgewandelt.
1790 hatte der Sprembergische Kreis 7119 Einwohner. Pölitz gibt für 1809 die Einwohnerzahl mit 10.000 an.

## Zugehörige Orte
- Bagenz
- Bohsdorf
- Brodtkowitz, Exklave zwischen Calauischem und Cottbusischem Kreis
- Bühlow (bis 1937 Byhlow)
- Cantdorf (früher auch Kantdorf)
- Chransdorf, Exklave im Calauischen Kreis
- Eichwege (bis 1937 Dubraucke)
- Friedrichshain
- Göhrigk (devastiert)
- Gosda (bei Spremberg) (devastiert)
- Graustein
- Groß Buckow, devastiert
- Groß Gaglow, Exklave im Cottbusischen Kreis, anteilig, anderer Teil Cottbusischer Kreis
- Groß Luja
- Hornow
- Jehserig
- Jessen, nur das Kirchlehn, das Dorf: Cottbusischer Kreis, devastiert
- Klein Bademeusel, Exklave im Gubenischen Kreis
- Klein Buckow
- Klein Gaglow, Exklave im Cottbusischen Kreis
- Klein Loitz
- Kochsdorf
- Limberg, Exklave im Cottbusischen Kreis
- Muckrow
- Oelsnig, Exklave im Cottbusischen Kreis
- Papproth
- Pardutz, Schänke
- Proschim
- Pulsberg
- Radeweise, devastiert
- Reuthen
- Roitz, devastiert
- Schönheide
- Sellessen
- Simmersdorf, Exklave in der Herrschaft Forst im Gubenischen Kreis
- Slamen
- Spremberg, Stadt
- Terpe (bis 1937 Terppe, Gemeindename ab 1959 nach dem inzwischen größeren Ort Schwarze Pumpe), anteilig, anderer Teil Bautzener Kreis der Oberlausitz
- Trattendorf
- Türkendorf
- Wadelsdorf
- Welzow
- Weskow
- Wolfshain

Enklaven anderer Kreise im Sprembergischen Kreis waren: Bloischdorf, Lieskau und Horlitza, Saganer Kreis, Schlesien, sowie Wolkenberg, Stradow und Straußdorf (devastiert), Cottbusischer Kreis.
Der Sprembergische Kreis wurde 1816 mit der Herrschaft Hoyerswerda und anderen bisher preußischen Anteilen der Oberlausitz zum neuen Kreis Spremberg-Hoyerswerda zusammen gelegt. Dieser Kreis wurde 1824 aufgelöst und als Kreis Spremberg mit Veränderungen wieder hergestellt.

## Landesälteste
Adlige Landesälteste des Kreises Spremberg:
- 1649/1650 Seyfried Freiherr von Kittlitz, Spremberg
- 1649/1650 Christoph Lot von Bomsdorf, Klein-Gaglow
- 1650–1652 Christoph von Waltersdorf, Wadelsdorf
- 1652–1666 Seyfried Freiherr von Kittlitz, Spremberg
- 1666–1693 Gottfried von Mühlen, Simmersdorf
- 1693–1712 Gottfried von Mühlen, Simmersdorf (Sohn des Vorherigen), † 1712
- 1712–1727 Bartusch Heinrich von Kracht, Türkendorf, † 1727
- 1728–1739 Siegmund Seyfried von Köckritz, Chransdorf, † 26. Dezember 1739
- 1740–1746 Gottlob Herbord von Mandelsloh, Bohsdorf, † 25. Mai 1746 in Pförten
- 1746–1750 Christian Friedrich von Löben, Brodtkowitz, Hauptmann, † 7. September 1750
- 1751–1751 Friedrich Karl von Stutterheim, Klein Loitz, † 1751
- 1751–1763 Heinrich Adolf von der Drößel, Wadelsdorf, Hauptmann, † 16. August 1763
- 1763–1778 Johann Friedrich von Trosky, Bohsdorf, Kriegskommissar, † 6. November 1778
- 1779–1793 Johann Friedrich von Berge, Klein-Loitz, Hauptmann, † April 1793
- 1793–1805 Johann Sebastian von Wirsing, Gosda
- 1806–1811 Preisgott Friedrich Erdmann von Obernitz, Klein Gaglow etc.
- 1812–1840 August Ludwig Theodor von Oertzen, Hornow, seit 1816: preußischer Landrat im Spremberg-Hoyerswerda’schen Kreise, † 15. März 1840

## Landesdeputierte
Landesdeputierte des Kreises Spremberg:
- 1767–1779 Johann Friedrich von Berge, Klein-Loitz, Hauptmann
- 1779–1787 Hans Kaspar von Nostitz, Wadelsdorf, Hauptmann, † 5. Januar 1787
- 1787–1787 Karl Friedrich August von Oertzen, Hornow, Leutnant, † 19. Mai 1787
- (Vakanz)
- 1791–1793 Johann Sebastian von Wirsing, Gosda, Leutnant
- 1795–1800 Kurt Friedrich Wilhelm Leopold von Löben, Brodtkowitz
- 1801–1804 Siegmund Friedrich George von Oertzen, Bagenz, Kammerjunker, † 16. April 1804
- 1805–1806 Preisgott Friedrich Erdmann von Obernitz, Türkendorf, Leutnant
- 1807–1809 Friedrich August von Carlowitz, Brodtkowitz, Leutnant
- 1810–1812 August Ludwig Theodor von Oertzen, Hornow, Leutnant
- 1812–1831 Friedrich Heinrich von Löben, Limberg, † 5. November 1852
- 1832–1854 Julius Ferdinand Maximilian von Oertzen, Jehserigk, † 3. Februar 1854